# Weinfelden (district)
Weinfelden is een Zwitserse district in het kanton Thurgau. Het district heeft een oppervlakte van 227,2 km² en heeft 49.657 inwoners (eind 2009). De hoofdplaats is Weinfelden.
Tot het district behoren de volgende gemeenten:
| Gemeentenaam            | Inwoners (31.12.2006) | Oppervlakte (km²) |
| ----------------------- | --------------------- | ----------------- |
| Amlikon-Bissegg         | 1211                  | 14,4              |
| Affeltrangen            | 2187                  | 14,4              |
| Berg (TG)               | 2977                  | 13,1              |
| Birwinken               | 1279                  | 12,3              |
| Bischofszell            | 5514                  | 11,7              |
| Bürglen (TG)            | 3105                  | 11,7              |
| Bussnang                | 1995                  | 19,0              |
| Erlen                   | 3053                  | 12,2              |
| Hauptwil-Gottshaus      | 1824                  | 12,5              |
| Hohentannen             | 600                   | 8,0               |
| Kradolf-Schönenberg     | 3130                  | 10,9              |
| Märstetten              | 2388                  | 9,9               |
| Schönholzerswilen       | 731                   | 10,9              |
| Sulgen                  | 3388                  | 9,1               |
| Weinfelden              | 9649                  | 15,5              |
| Wigoltingen             | 2137                  | 17,2              |
| Wuppenau                | 972                   | 12,1              |
| Zihlschlacht-Sitterdorf | 1971                  | 12,2              |

Arbon · Frauenfeld · Kreuzlingen · Münchwilen · Weinfelden